# استویان دلچف
استویان دلچف (به انگلیسی: Stoyan Deltchev) ژیمناست زادهٔ ۳ ژوئیهٔ ۱۹۵۹ میلادی اهل کشور بلغارستان است.